# Vígh Tibor (labdarúgó, 1951)
Vigh Tibor (Jászberény, 1951. július 15. –) magyar labdarúgó, majd 1983-tól labdarúgóedző magyarországi csapatoknál.

## Pályafutása

### Játékosként
1964-ben lett a jászberényi Vasas játékosa. 1969-ben a megyei bajnokságban 29 találattal gólkirály lett. 1970-ben az Egri Dózsába igazolt. Az 1971–1972-es szezonban 21 mérkőzésen 5 gólt szerzett az NB I-ben. 1977 őszétől ismét a Jászberény játékosa lett 1984-ig.

### Edzőként
1984 nyarán az Eger junior csapatának edzője lett. A következő szezontól ugyanott Csank János mellett az első csapat pályaedzője volt. 1986-tól 1989-ig a Békéscsabai Előre Spartacusnál Csank János pályaedzője volt, majd Csank menesztése után vezetőedző 1989 és 1991 között (a csapat előbb a 11., majd a 15. helyen végzett). 
A kilencvenes években borsodi, Békés, Heves, Hajdú-Bihar és Jász-Nagykun-Szolnok megyei kiscsapatoknál edzősködött. 2007 őszétől 2008 őszéig a Szolnoki MÁV FC-Mondi csapatának edzője volt. 2009 tavaszától a Jászberény csapatánál (NB II, Keleti csoport) edzősködött, de május 16-án beadta felmondását, amelyet a jászberényi vezetőség el is fogadott. Nyáron a Jánoshida csapatánál kezdte az új idényt a Jász-Nagykun-Szolnok megyei első osztályban.

#### Szolnoki edzősködése
2007 nyarán a Szolnoki MÁV FC-Mondi másodosztályú csapata szerződtette Vígh Tibort a felnőtt csapathoz (1993-94-ben már volt Szolnokon, a MÁV MTE-nél tréner). A vezetőknek külön elvárásuk nem volt a szereplést illetően, az első nyolc közé várták a csapatot. A távozó edző, Kis Károly vezetésével a csapat a 4. helyen végzett, a bajnoki címért (egyben az NB I-be való feljutásért) azonban a Nyíregyháza és a FTC csatázott. A Szolnok a második világháború előtt néhány évig az első osztályban játszott ugyan, erre azonban már csak az idősebb szurkolók emlékeztek. Az elmúlt évtizedekben a csapat a második, illetve a harmadik vonalban tanyázott, s bár többször is lehetősége lett volna a feljutásra, ez nem történt meg.
Az őszi szereplés számokban: 15 mérkőzés, 10 győzelem, 2 döntetlen, 3 vereség, 24 lőtt, illetve 11 kapott gól, 32 pont, második helyezés a Kecskemét mögött. A Szolnok otthon valamennyi ellenfelét legyőzte, a Makó kivételével (0–0). A mérleg: 7 mérkőzés, 6 győzelem, 1 döntetlen, 0 vereség, 11 lőtt és mindössze 3 kapott gól. A csapat 2007 májusa óta veretlen hazai pályán. A 7 idegenbeli mérkőzésen 4 győzelem, 1 döntetlen, 3 vereség a mérleg, 13 lőtt és 8 kapott góllal. Bár a szolnokiaknál négy csapat is több gólt rúgott (Kecskemét 31, Ferencváros 29, Vác 28, Bőcs 26), a kapott gólok versenyében ők állnak a csoportban a legjobban (Szolnok: 11, Kecskemét és Jászberény: 12–12, Bőcs 16, Ferencváros és Makó 17–17).
A tavaszi szereplés számokban: 15 mérkőzés, 10 győzelem, 1 döntetlen, 4 vereség, 28 lőtt, illetve 18 kapott gól, 31 pont. A teljes idényben a Szolnok 30 mérkőzésből 20-at megnyert, 7-et elveszített, 3 pedig döntetlenül végződött; 52 gólt lőtt a csapat, és 29-et kapott. A bajnok Kecskemét mögött a Szolnok második lett, egy ponttal megelőzve a harmadik Ferencvárost. Tavasszal a csapat Szolnokon a bajnok Kecskemét elleni vereséget leszámítva valamennyi ellenfelét legyőzte 20 rúgott és mindössze 6 kapott góllal, idegenben viszont 3–3 győzelem és vereség, valamint 1 döntetlen a mérleg 8 rúgott és 12 kapott góllal.
Összességében otthon 15 mérkőzésből 13 győzelem és egy-egy döntetlen, illetve vereség született 31–9-es gólaránnyal, idegenben pedig a 15 meccsből 7-szer sikerült nyerni, 2-szer ikszelni, és csak 6-szor vesztett a csapat 21–20-as gólaránnyal.
A 2008–2009-es idényben a csapat már nem tudott olyan jól szerepelni, mint az előző évben. Ezért Vigh Tibort a 8. forduló után a szakvezetés eltávolította, és helyébe Vágó Attilát szerződtették.
A szolnoki edzők közül 1996 óta Vígh Tiboré a legjobb mérkőzésstatisztika: 38 meccs, 22 nyert és 11 elveszített, illetve 5  eldöntetlen találkozó: 62,28%-os teljesítmény. A második Kis Károly 56,72%, harmadik Vágó Attila 54,05%-kal. Magyarországon Vígh Tibor az egyetlen edző volt 2008 áprilisáig, aki csapatával egy idényben otthon és idegenben is legyőzte a nagy múltú Ferencvárosi Torna Clubot a másodosztályban (ősszel az Üllői úton, majd tavasszal Szolnokon, mindkétszer 2–1 arányban).[forrás?]